# پارتیزان (فیلم ۲۰۱۸)
پارتیزان یا مأمور سرکش (به انگلیسی: A Vigilante) فیلمی محصول سال ۲۰۱۸ و به کارگردانی سارا داگر نیکسون است. در این فیلم بازیگرانی همچون اولیویا وایلد، مورگان اسپکتور، کایل کاتلت، تونیه پاتانو، چاک کوپر، بستی آیدم، جودی مارته، سی. جی ویلسون و مارگو بینگام ایفای نقش کرده‌اند.